# MoaA
MoaA appartiene alla superfamiglia degli enzimi metilasi dipendenti dal coenzima S-adenosil metionina (SAM), le quali con centri ferro-zolfo  [4Fe-4S]2+ formano un radicale mediante la divisione riduttiva del SAM. Caratteristica delle proteine MoaA è di contenere addirittura due centri ferro-zolfo.
La struttura cristallina rivela che essa ha forma di un omodimero allungato con dimensioni di 79  Å × 58 Å × 45 Å. Il nucleo centrale di ciascun monomero, formato dalla parte N-terminale della proteina, è composto da una incompleta struttura [(αβ)6] a barile TIM con una apertura laterale. Il C-terminale della proteina copre l'apertura laterale del cilindro . Questa parte è composta da tre filamenti antiparalleli disposti a foglietto β e tre α-eliche. È interessante notare che un canale idrofilo è presente al centro della barile TIM. 
Nella biosintesi batterica del cofattore molibdeno la proteina MoaA è coinvolta insieme alla proteine MoaC  nella trasformazione del GTP in precursore Z.
La analoga proteina umana di MoaA è conosciuta come MOCS1A .